# Vertrag zu Lasten Dritter
Als Vertrag zu Lasten Dritter (französisch promesse de porte-fort) wird ein Vertrag bezeichnet, der zwischen zwei oder mehreren Personen geschlossen wird und einen Dritten unmittelbar benachteiligt.
Zu unterscheiden ist er von Verträgen zugunsten Dritter, Verträgen mit Schutzwirkung zugunsten Dritter sowie der Drittschadensliquidation.

## Im Privatrecht
Verträge zu Lasten Dritter sind mit den Grundsätzen der Privatautonomie nicht vereinbar. Das Prinzip fordert, dass der Einzelne seine privaten Rechtsverhältnisse selbstbestimmt gestaltet. Vertragliche Drittbelastungen ohne Mitwirkung des Dritten sind somit regelmäßig nicht möglich, solange sie nicht begünstigend sind. Insbesondere ist es nicht möglich, Dritte ohne ihre Mitwirkung zu einer Leistung zu verpflichten.
Ausnahmen vom Grundsatz der Unmöglichkeit drittbelastender Verträge stellen die Gutglaubensvorschriften (etwa die  § 892 f., § 932 ff. BGB) (in Verbindung mit § 929 ff. BGB) dar, die die Privatautonomie zugunsten der Verkehrssicherheit einschränken. Insofern ist es beispielsweise möglich, dass sich zwei Parteien über den Eigentumsübergang an einer Sache einigen und dadurch der Dritte, der wahre Eigentümer, sein Eigentum verliert, es sei denn, der Erwerber ist in Bezug auf die Eigentümerposition des Veräußerers bösgläubig oder die Sache ist im Sinne des § 935 BGB abhandengekommen.
Gegenstück des Vertrages zu Lasten Dritter ist der Vertrag zugunsten Dritter.

## Im Völkerrecht
Auch ein völkerrechtlicher Vertrag zu Lasten Dritter ist unzulässig. Beispiel: Hitler-Stalin-Pakt über die Aufteilung Ost-Europas.